# Cuartel de Caballería Páez
El cuartel de caballería Páez, es un cuartel militar, ubicado en Maracay, Venezuela. La selección de Maracay para construir el Cuartel de Caballería Páez respondió a la ubicación estratégica, los múltiples recursos y facilidades de comunicación que poseía la ciudad, para lo cual se habían construido carreteras que la unían con el mar, con otros estados y existía la línea férrea del Gran Ferrocarril de Venezuela.

## Historia
La construcción del cuartel de Caballería Páez fue decretada el 12 de marzo de 1930, como parte de las obras que se iban a inaugurar con motivo del Centenario del Libertador a fines de dotar a la fuerza de caballería de una edificación moderna, tanto para el personal militar como para los animales con capacidad para mil plazas e igual número de caballos.
Dicho edificio está situado al sureste de la Plaza Bolívar - en construcción para la fecha- y al norte de la línea del Gran Ferrocarril de Venezuela. Los planos formulados por la Sala Técnica del Ministerio de Obras Públicas, estuvieron bajo la dirección técnica del ingeniero Guillermo Pardo Soublette y en la parte administrativa el ciudadano José Andrés Díaz.

## Diseño
Según las Memorias del Ministerio de Obras Públicas (1930), poseía las siguientes características:
- La planta del edificio se asemeja a la figura geométrica denominada trapecio, pero con los ángulos adyacentes al lado mayor o base cortados. En realidad la planta es un polígono irregular de seis lados, dos de los cuales, los correspondientes a la fachada principal y a la posterior son paralelos. Esta disposición cumple el doble objetivo de dar visibilidad del interior hacia el exterior y rompe la monotonía de los planos demasiado extensos dando movimiento a las fachadas y grata variedad a la silueta del monumento. El perímetro del cuartel mide 925 metros de longitud.

- Estas fachadas constituyen el muro externo de la faja perimetral en donde han sido distribuidas las distintas dependencias de la oficialidad de la tropa y de servicio en general, dicha faja tiene una amplitud de 15 metros, en toda la longitud más de 700 metros, delimitando una extensa área interna que mide más de 36.500 metros cuadrados en donde han sido localizadas las cuadras, picaderos, sanitarios. Tres entradas permiten el acceso al interior del edificio. Con excepción de la parte central y los vértices del polígono descritos, que es de dos pisos, la totalidad del edificio es de un solo piso, donde fueron cuidadosamente estudiados los problemas de iluminación natural y ventilación, tomando en consideración las condiciones tropicales de la ciudad de Maracay.

- Este cuartel de caballería cumplía con todas las exigencias de la modernidad para hacerlo higiénico y prevenir enfermedades provenientes de las bestias. Por tal razón las habitaciones de soldados y oficiales fueron dotadas de todas las comodidades para la ventilación, previéndose además que no entrara a las habitaciones la luz directa del sol y las paredes fueron construidas de concreto con material de tierra cocida, de escasa conductibilidad calorífica.

- Se tomaron providencias para que el pateo y el piafar de las bestias no llegaran en la noche a las habitaciones de los militares, para lo cual se tomó en consideración la distancia necesaria entre las cuadras y las habitaciones. lo cual además permitía la movilización de los jinetes en caso de evacuar el recinto con urgencia.

- Las cuadras en número de doce (12) fueron dispuestas perpendicularmente a la fachada principal están cobijadas por una cubierta de asbesto sobre armaduras de acero de dos aguas sustentadas por sólidas columnas y están descubiertas lateralmente como es natural a fin de proporcionar a las bestias un ambiente fresco y saludable. Los pesebres son individuales y fueron construidos en números de mil, con la solidez necesaria, totalmente exenta de toda punta o saliente que pueda dañar a las bestias.

- Fue dotado además de una infraestructura de cloacas empotradas a la red de la ciudad y dotado igualmente de agua potable.